# Filip Pankarićan
Filip Pankarićan (in serbo Филип Панкарићан?; Zrenjanin, 28 marzo 1993) è un calciatore serbo, centrocampista del 7023 Z-S-P.

## Carriera
Il 12 luglio 2017 viene acquistato a titolo definitivo dalla squadra slovacca del Sereď.